# Innoson Vehicle Manufacturing

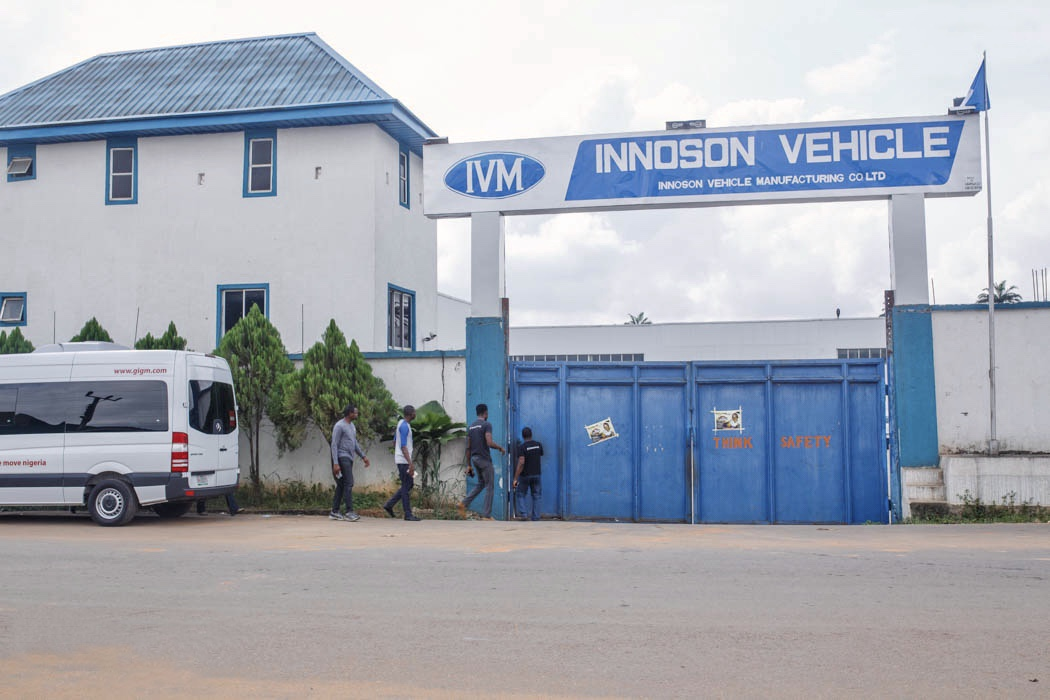
Innoson-Zentrale in Nnewi, Anambra

Innoson Vehicle Manufacturing Co. Ltd., kurz IVM, ist ein nigerianischer Automobil- und Bushersteller. Der Markenname lautet IVM. Das Unternehmen wurde von Innocent Chukwuma gegründet und besitzt ein Werk in Nnewi im Bundesstaat Anambra.
70 % der Autoteile werden lokal hergestellt, während der Rest aus Japan, China und Deutschland importiert wird.
Zu den Modellen von IVM zählen die Fünfsitzer Fox (1,5 Liter-Motor) und Umu (2 Liter-Motor) sowie der Minibus Uzo.
Am 20. Mai 2022 stellte Innoson sein erstes „Keke“ vor. Kekes sind dreirädrige Motorfahrzeuge und das Haupttransportmittel in Nigeria. Sie wurden bislang aus Fernost importiert und kosten üblicherweise ca. 800.000 Naira bzw. 1.600 Euro. Innoson kündigte einen Verkaufspreis von 500.000 Naira bzw. 1.000 Euro an. Die Produktionskapazität beläuft sich auf 60.000 „Kekes“ im Jahr. Dies soll durch eine neue Produktionsanlage in Owerri im Bundesstaat Imo auf einem Grundstück von 150,000 Quadratmetern noch gesteigert werden. Die Erzeugung der in Nigeria allgegenwärtigen Trikes im eigenen Lande dürfte sich positiv auf Nigerias Handelsbilanz und Arbeitsmarkt auswirken.